# Krzyż Zasługi Wojennej (III Rzesza)

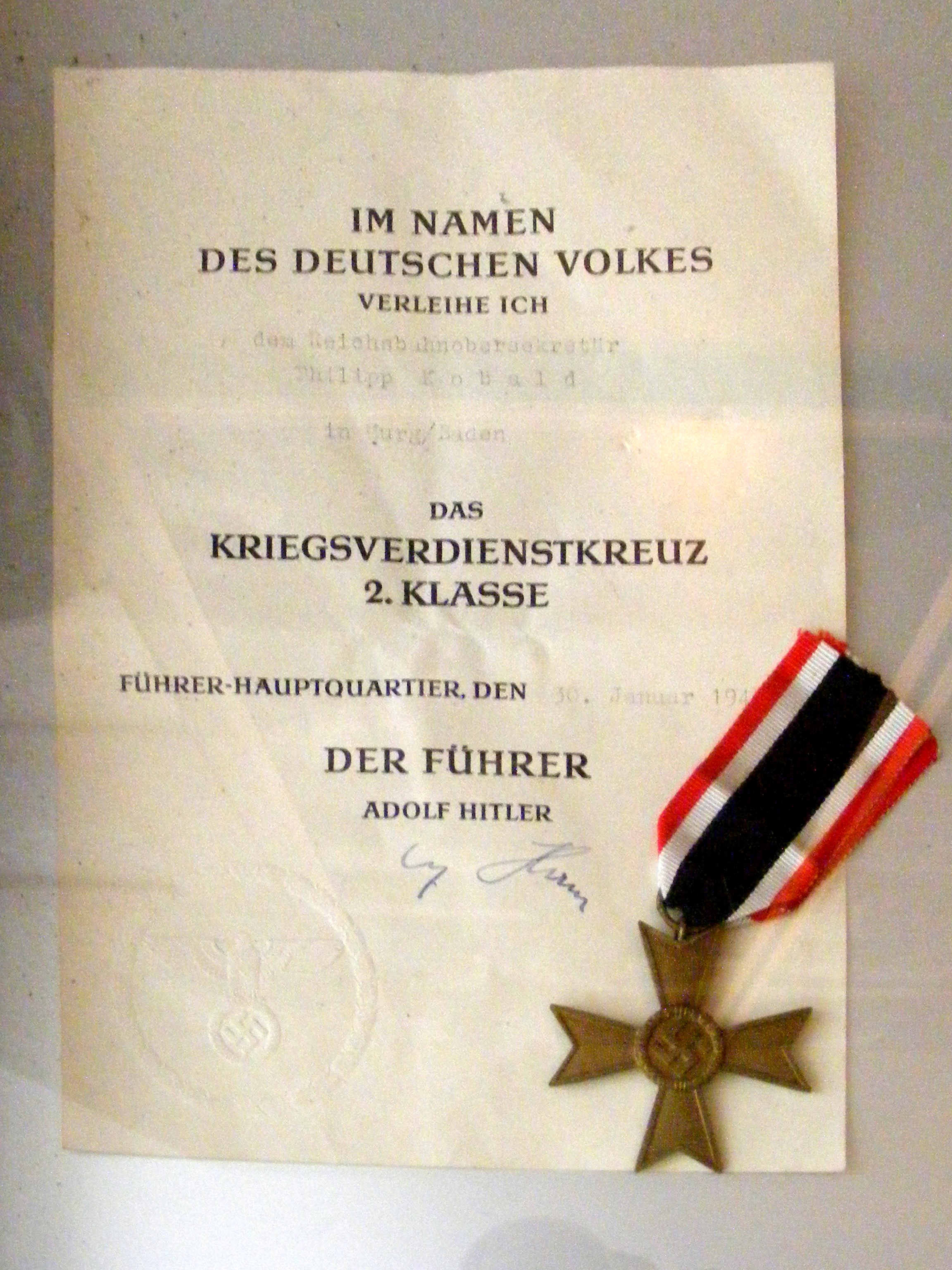
Krzyż II klasy ze świadectwem nadania

Krzyż Zasługi Wojennej (niem. Kriegsverdienstkreuz; KVK)  – odznaczenie wojskowe III Rzeszy za zasługi cywilne i wojenne dokonane w trakcie II wojny światowej.

## Historia i podział na stopnie
Krzyż ustanowiony został w dwóch stopniach przez Adolfa Hitlera 18 października 1939 roku, jako odznaczenie dla osób, których zasługi podczas wojny nie kwalifikowały się do odznaczenia Krzyżem Żelaznym. W 1940 roku liczba stopni zwiększona została do czterech, a w 1944 ostatecznie do pięciu:
- Złoty Krzyż Rycerski Krzyża Zasługi Wojennej (Goldenes Ritterkreuz des Kriegsverdienstkreuzes, ustanowiony 8 czerwca 1944)[2]
- Krzyż Rycerski Krzyża Zasługi Wojennej (Ritterkreuz des Kriegsverdienstkreuzes, ustanowiony 19 sierpnia 1940)[3]
- Krzyż Zasługi Wojennej I klasy (Kriegsverdienstkreuz 1. Klasse, srebrny)
- Krzyż Zasługi Wojennej II klasy (Kriegsverdienstkreuz 2. Klasse, brązowy)
- Medal Zasługi Wojennej (Kriegsverdienstmedaille, ustanowiony 19 sierpnia 1940)[3]

Krzyż (z wyjątkiem Medalu Zasługi Wojennej) nadawano w dwóch wersjach. Krzyż Zasługi Wojennej z Mieczami (Kriegsverdienstkreuz mit Schwertern) przyznawano za szczególne zasługi dokonane w służbie pod ogniem nieprzyjaciela lub zasługi w militarnym prowadzeniu wojny. Krzyż w wersji bez mieczy (Kriegsverdienstkreuz ohne Schwerter) przyznawany był natomiast za szczególne zasługi w wykonywaniu zadań wojennych nie przebiegających pod ogniem nieprzyjaciela.
Medalem Zasługi Wojennej odznaczani byli najczęściej pracownicy fabryk przemysłowych wykonujący więcej sprzętu oraz wyposażenia niż zakładała norma, a także rolnicy, których plony były szczególnie wysokie, aczkolwiek uprawnieni byli do jego otrzymania także żołnierze.
Krzyż 2. klasy oraz medal noszone był na wstędze w barwach flagi niemieckiej II i III Rzeszy (czarno-biało-czerwonej) na lewej piersi lub na drugiej dziurce guzika kurtki mundurowej. Krzyże rycerskie noszone były na wstędze na szyi, natomiast krzyż 1. klasy noszony był bez wstęgi na lewej piersi.
Ustanowiony w 1944 roku Złoty Krzyż Rycerski Krzyża Zasługi Wojennej przyznany został tylko dwukrotnie – w dniu 20 kwietnia 1945 wersję bez mieczy otrzymali Franz Hahne z firmy Alkett (który był także pierwszym kawalerem Krzyża Rycerskiego Krzyża Zasługi Wojennej) i Karl Otto Saur z Ministerstwa Uzbrojenia.
Jednym z najsłynniejszych kawalerów Krzyża Zasługi Wojennej był William Joyce, członek i jeden z założycieli Brytyjskiej Unii Faszystów.
W 1957 roku odznaczenie uległo denazyfikacji. Zezwolono na jego noszenie weteranom wojennym pod warunkiem usunięcia z niego swastyki. W obecnej kolejności odznaczeń niemieckich znajduje się na siódmym miejscu, poniżej Krzyża Honorowego za I Wojnę Światową, a powyżej pozostałych odznaczeń za II wojnę światową (z wyjątkiem Krzyża Żelaznego 1939, który jest czwarty w starszeństwie niemieckich odznaczeń).

## Znani odznaczeni
- Wernher von Braun
- Günther Burstyn
- Kurt Daluege
- Adolf Eichmann
- Hasso-Eccard von Manteuffel
- Heinrich Müller
- Ferdinand Porsche
- Maximilian Wambeck
- Klaus Barbie
- Reinhard Gehlen
- Paul Wenneker
- Rudolf Höß